# Evangelische Radio- en Televisie Stichting
De Evangelische Radio- en Televisie Stichting (ERTS) was een Belgische Nederlandstalige radio- en televisieomroep.

## Historiek
De ERTS werd opgericht in 1995 door de Evangelische Alliantie Vlaanderen en was het officiële mediakanaal van de Federale Synode van Protestantse en Evangelische Kerken in België. Een jaar later volgde de eerste uitzending in het kader van de 'uitzendingen door derden'. Vanaf 2000 werd er ook op Radio 1 uitgezonden. De hoofdzetel was gelegen in de Boomlaarstraat 12 te Lier. Samen met de Protestantse Omroep (PRO) vormden ze de protestantse derden.
Uit een parlementaire vraag van Paul Delva (CD&V) aan toenmalig Vlaams minister van Media Ingrid Lieten (sp.a) uit 2012 bleek het gemiddeld kijkbereik voor de uitzendingen van de ERTS/PLO op 35.799 kijkers (gemiddelde over 44 uitzendingen) te liggen, de radio-uitzendingen bereikten gemiddeld 40.918 luisteraars. In 2015 werd door toenmalig Vlaams minister van Media Sven Gatz (Open Vld) besloten de uitzendingen van levensbeschouwelijke derden stop te zetten op 31 december 2015. De laatste radio-uitzending vond plaats op zondag 6 december 2015.

## Bekende (ex-)medewerkers
- Jean Loyens
- Jean Bos
- Don Zeeman